# Terras de Bouro
Terras de Bouro là một huyện thuộc tỉnh Braga, Bồ Đào Nha. Huyện này có diện tích 278 km², dân số thời điểm năm 2001 là 8350 người.